# Rusenii Vechi, Iași
Rusenii Vechi este un sat în comuna Holboca din județul Iași, Moldova, România.